# بوشنوية نجمية
بوشنوية نجمية (الاسم العلمي:Buchenavia stellae) هي نوع غير مؤكد من النباتات يتبع جنس البوشنوية من الفصيلة القمبريطية.